# Xenia garciae
Xenia garciae är en korallart som beskrevs av Bourne 1895. Xenia garciae ingår i släktet Xenia och familjen Xeniidae. Inga underarter finns listade i Catalogue of Life.